# Gungaramale, Tiptur
Gungaramale là một làng thuộc tehsil Tiptur, huyện Tumkur, bang Karnataka, Ấn Độ.